# Apostlagärningarna
Apostlagärningarna (grekiska: Πράξεις τῶν Ἀποστόλων/Praxeis tōn Apostolōn; latin: Acta apostolorum) är en bok i Nya testamentet. För att referera till ett specifikt avsnitt av Apostlagärningarna används ofta förkortningen "Apg" följt av nummer på avsett kapitel och vers, till exempel Apg 2:28.

## Innehåll
Boken, som följer omedelbart efter de fyra evangelierna i bibeln, och är den sista av Nya Testamentets historiska böcker, innehåller tidsmässigt apostlarnas första verksamhet efter Jesu korsfästelse. Apostlagärningarna inleds med en redogörelse för Jesu himmelsfärd, traditionellt daterad till den 14 maj år 33. Därefter följer berättelsen om den första kristna församlingens utbredning, från dess bildande på pingstdagen 10 dagar efter Jesu himmelsfärd och den spridning den kristna rörelsen fick på grund av den första vågen av förföljelse som startade efter Stefanos martyrdöd och som även ledde till Paulus omvändelse (Apg kap 9). Efter berättelsen om Aposteln Jakobs död övergår författaren till att skildra Paulus första missionsresa (cirka år 47), hans andra missionsresa (cirka år 48 till 51) samt den tredje resan i bland annat Grekland (cirka år 54 till 58) som avslutas med att Paulus fängslas i Jerusalem cirka år 58. Boken avslutas med Paulus ankomst till Rom cirka år 62 efter en strapatsrik resa med båt från Caesarea.

## Författare
Som dedikationen till Theofilos visar, utgör Apostlagärningarna den andra delen av ett historiskt verk, där Lukasevangeliet utgör den första delen. Det finns ytterligare en liten skriftdetalj som visar hur dessa båda böcker idémässigt hänger ihop. I den grekiska grundtexten står det i inledningen "om allt som Jesus började göra och lära" och inte "gjorde och lärde" som det står i många svenska bibelöversättningar. Lukas vill till Theofilos visa att Jesu verk inte slutade med hans död och uppståndelse utan fick sin fortsättning med apostlarna. Båda delar har samma längd, texten passar en bokrulle. Även stil och innehåll talar för att det är samma författare. Traditionellt har båda böcker tillskrivits läkaren Lukas. Enligt traditionen nedskrevs denna bok i Rom (enligt andra i Filippi, Alexandria eller Antiochia) omkring år 64. Det som talar för detta är det faktum att varken Paulus eller Petrus martyrdöd i samband med den förföljelse av de kristna som kejsar Nero startade i slutet av 60-talet omnämns. Jerusalems förstörelse år 70 nämns i Lukasevangeliet (kap. 19:39–44), men detta talar inte för en senare datering baserat på att man tror det som står i boken. Förutsatt att boken är skriven före år 70 talar Jesus profetiskt om Jerusalems förstörelse. Förutsätter man att boken är en historieförfalskning skulle den lika gärna kunna vara skriven efter år 70. Boken sysselsätter sig huvudsakligen med Petrus (i den förra hälften, kap. 1–12) och Paulus (kap. 13 ff.). De övriga apostlarnas verksamhet omtalas högst obetydligt.
Paralleller finns till Josefus i Apostlagärningarna och i Lukasevangeliet. Idén har framförts att Lukas därför varit beroende Josefus, och att dessa bibelböcker har skrivits på 100-talet. Dessa idéer har inte vunnit stöd hos den breda fåran av bibelforskare då de tillkommit genom icke vedertagna metoder.[källa behövs]

## Texten
Apostlagärningens text förekommer i två varianter. Å ena sidan finns det den traditionella texten, som också finns i Codex Sinaiticus, Codex Vaticanus, Codex Alexandrinus, och så vidare. Å andra sidan finns en text som är ungefär 10 procent längre. Exempel är Codex Bezae, gamla översättningar och några papyrusfragment.
Såsom källor torde Lukas ha begagnat dels muntliga uppgifter, dels skriftliga uppteckningar. Dessutom stod han i nära förbindelse med Paulus och hade, såsom deltagare i flera av dennes resor, själv upplevat en stor del av de tilldragelser han skildrar. Innehållet vittnar om samvetsgrann forskning, framställningen är klar och livlig, och språket, likasom det i Lukasevangeliet, det mest klassiska i Nya Testamentet.
Den radikalteologiska Tübingenskolan ansåg dock boken vara en under 200-talet författad tendensskrift för att utplåna skillnaden mellan judaismen och paulinismen i den första kristna kyrkan.

## Jämförelser med andra källor
Eftersom boken beskriver historia i romarriket, är det möjligt att jämföra några uppgifter med utsagor från andra författare. Datumen bekräftas ofta (till exempel att Antonius Felix efterföljdes av Porcius Festus omkring år 60), men är inte alltid överens.

### Theudas
Enligt Apg 5:36 nämns Theudas i ett tal av Gamaliel som en rebelledare för 400 man innan folkräkningen under Quirinius år 6 e.Kr. Men Josefus talar om en Theudas som var verksam omkring år 45.